# Content Warning
Content Warning — кооперативная компьютерная игра в жанре survival horror, выпущенная в 2024 году компанией Landfall Publishing. Она была выпущена 1 апреля 2024 года в рамках традиции Landfall выпускать игры в День смеха.

## Игровой процесс
Геймплей Content Warning имеет сходство с Lethal Company и Phasmophobia. Четыре игрока появляются на безмятежном острове. Они используют водолазный колокол, чтобы спуститься в Старый Свет (англ. Old World) — зону, окутанную вечной тьмой, в которой находится заброшенный город. Цель игроков — использовать видеокамеру для съёмки «страшного контента». К такому контенту относятся заснятые артефакты и опасные монстры, которых можно обнаружить во время исследования руин. Запас кислорода и плёнка камеры игроков ограничены. В ходе вылазки хотя бы один из игроков должен выжить и вернуться на поверхность с камерой, чтобы плёнку можно было загрузить на SpöökTube (местный аналог YouTube). В итоге, видео оцениваются внутриигровыми зрителями, а количество просмотров определяет, сколько заработанных денег получат игроки. Если в течение трёх дней игроки достигают заданной квоты просмотров, им даётся новая квота, благодаря чему они могут продолжить свою карьеру создателей контента. В противном случае их прогресс сбрасывается. Деньги можно потратить на приспособления, которые сделают исследование Старого Света проще и безопаснее.

## Выпуск
Игра была запущена 1 апреля 2024 года и первые 24 часа была доступна бесплатно. В течение двенадцати часов после запуска игры количество одновременных игроков в Steam достигло 50 тысяч. Игра достигла рекордного уровня в более чем 200 тысяч одновременных игроков менее чем за 24 часа после запуска. В период запуска было заявлено, что игру приобрели около 6,2 миллиона пользователей Steam. К середине апреля 2024 года Landfall заявила, что было продано более миллиона копий игры сверх заявленных копий, пока она была бесплатной.